# Catholic Herald
O Catholic Herald é um jornal mensal católico romano de Londres e, a partir de dezembro de 2014, é uma revista publicada no Reino Unido, na República da Irlanda e nos Estados Unidos. Relata uma circulação total de cerca de 21.000 cópias distribuídas às paróquias católicas romanas, pontos de venda por atacado e assinantes postais.

## História
O Catholic Herald foi criado como um jornal semanal em 1888. Foi possuído e editado pela primeira vez por Charles Diamond, nascido em Derry, até sua morte em 1934. Após sua morte, o jornal foi comprado por Ernest Vernor Miles, um recém-convertido ao catolicismo romano e chefe do New Catholic Herald Ltd. Miles nomeou o conde Michael de la Bédoyère como editor, cargo que ocupou até 1962. O editor de notícias de De la Bédoyère foi o escritor Douglas Hyde, também um convertido que chegou do Comunista Daily Worker. De la Bédoyère quase foi preso por criticar o que via como o apaziguamento de Churchill à União Soviética "sem Deus".  Nos anos 80, quando Peter Stanford se tornou editor, a publicação apoiou abertamente a política de esquerda na América do Sul. Stephen Bates, do The Guardian, diz que, no final dos anos 90 e início dos anos 2000, sob William Oddie, a publicação mudou-se para a direita e publicou críticas a bispos liberais e jesuítas. Bates continuou dizendo que o editor Luke Coppen, instalado em 2004, adota uma postura mais abrangente em relação aos católicos de todas as tonalidades políticas. Durante seu mandato, Oddie perdeu um processo por difamação contra Bates.
A versão on-line da revista inclui artigos da edição impressa do The Catholic Herald, além de conteúdo somente na Web, como a cobertura da viagem do papa Bento XVI aos Estados Unidos em abril de 2008. O site foi reformado em novembro de 2013.
Em dezembro de 2014, tornou-se uma revista, com um site renovado, cobrindo as últimas notícias. "The" foi retirado do título e a revista começou a ser conhecida como Catholic Herald. Em 11 de dezembro de 2014, uma festa de relançamento contou com a presença do cardeal Cormac Murphy-O'Connor e da princesa Michael de Kent .  Até recentemente, a revista era de propriedade de Sir Rocco Forte e Lord Black de Crossharbour. Em maio de 2019, Black vendeu sua participação de 47,5% no Herald para Brooks Newmark, um ativista de desabrigados que anteriormente era membro conservador do Parlamento da Braintree e Bill Cash, membro conservador do Parlamento da Stone em Staffordshire.
O Scottish Catholic Observer é de propriedade do Catholic Herald.
Uma edição dos EUA do Catholic Herald foi lançada em 16 de novembro de 2018. A edição dos EUA é de propriedade de Sir Rocco Forte, William Cash, Brooks Newmark e Robert Wargas, que fundou e administrou a empresa como CEO dos EUA.
Logo após Dan Hitchens assumir o cargo de editor em 2020, o jornal revelou que publicaria mensalmente, uma mudança em relação ao formato semanal anterior. Hitchens afirmou que a mudança daria ao jornal a oportunidade de expandir seu escopo e publicar mais material online.

## Editores
Seus editores incluíram: 
- Charles Diamond (1888–1934)
- Ernest Vernor Miles (1934)
- Michael de la Bédoyère (1934–1962)
- Desmond Fisher (1962–1966)
- Desmond Albrow (1966–1967)[6]
- Gerard Noel (1971–1974, 1982–1983)[7]
- Stuart Reid (1975)
- Richard Dowden (1976–1979)
- Terence Sheehy (1983–1988)[1]
- Peter Stanford (1988–1992)[1]
- Cristina Odone (1992–1996)
- Deborah Jones (1996–1998)
- William Oddie (1998–2004)[1]
- Luke Coppen (2004-2020)[1]
- Dan Hitchens (2020- )

## Contribuintes

### Colaboradores contemporâneos
- Quentin de la Bédoyère
- Ross Douthat[8]
- Paolo Gambi
- Robin Harris
- Peter Hitchens[8]
- Stephen Hough
- Howard Jacobson[8]
- Mary Kenny
- Cardinal George Pell[8]
- Libby Purves[8]
- Jacob Rees-Mogg[8]
- Stuart Reid
- Ronald Rolheiser[14]
- Matt Thorne
- Petroc Trelawny
- John Walsh
- A. N. Wilson[8]
- Milo Yiannopoulos[10]

### Colaboradores anteriores
- Roger Alton
- Eamonn Andrews
- Claus von Bülow
- Paul Johnson
- Lord Longford
- Malcolm Muggeridge
- Martin Newland
- Norman St John Stevas[7]
- Auberon Waugh

### Cartunistas anteriores
- Mark Haddon
- John Ryan